# مایکل لندون
مایکل لندون (انگلیسی: Michael Landon؛ ۳۱ اکتبر ۱۹۳۶ – ۱ ژوئیهٔ ۱۹۹۱) یک هنرپیشه اهل ایالات متحده آمریکا بود. وی بین سال‌های ۱۹۵۶ تا ۱۹۹۱ فعالیت کرده است.

## بخشی از فیلمشناسی
- عشق ابدی است (۱۹۸۲)
- یک وجب خاک خدا (فیلم) (۱۹۵۸)
- خانه کوچک (۱۹۷۴–۱۹۸۳)
- فریب‌خورده (۱۹۶۴)
- بونانزا (۱۹۵۹–۱۹۷۳)